# Эмо-рэп
Э́мо-рэп (англ. Emo rap) — поджанр хип-хопа и эмо-музыки, характеризующийся их сочетанием с элементами рок-музыки: инди-роком, поп-панком и ню-металом. Термин иногда соотносится с SoundCloud rap. Является частью движения возрождения эмо. Эмо-рэп оказал влияние на создание жанра гиперпоп и вызвал возрождение интереса к поп-панку в мейнстриме. Lil Peep, XXXTentacion и Juice WRLD — одни из самых известных музыкантов эмо-рэпа.

## Характерные черты

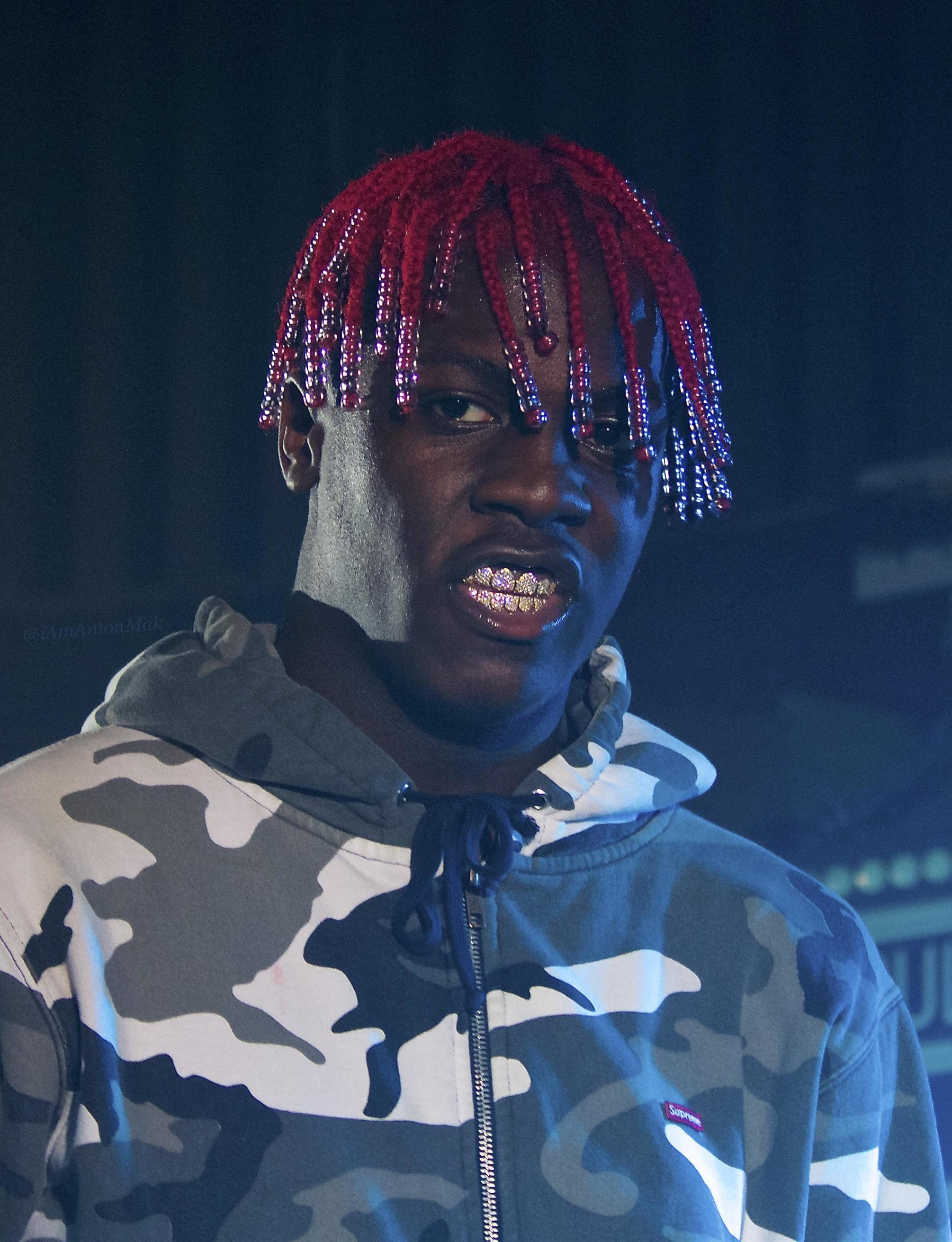
Эмо-рэпер Lil Yachty в 2016

Публицисты описывают происхождение жанра от смеси хип-хопа, эмо, трэпа, поп-панка, ню-метала, инди-рока, постхардкора и клауд-рэпа.
Эмо-рэп отходит от «традиционных» тонов современного мейнстримного хип-хопа в пользу более эмоционального и личного лирического содержания. Лирика, как правило, фокусируется на таких темах, как депрессия, одиночество, тревога, наркомания и алкоголизм, нигилизм, самоубийство, разбитое сердце и самолечение. Например рэпер Канье Уэст выпустил альбом Ye, который практический весь был посвящён его биполярному расстройству. Эмо-рэперы Lil Bo Weep и Lil Peep в своём творчестве часто затрагивали темы суицида и наркомании, оба скончались от передозировки лекарственными препаратами. Эмо-рэпер Juice WRLD считал, что его музыка иногда должна быть мрачной, чтобы отражать, что мир на самом деле не является светлым или счастливым. Жанр характеризуется сочетанием музыкальных элементов, обычно встречающихся в осознанном хип-хопе, с инструментальными композициями инди-рока. В семплинге часто используются поп-панк и эмо-песни 2000-х годов. На семплирование в жанре вдохновили такие музыкальные группы, как Mineral, Underoath и Postal Service. Некоторые эмо-рэперы также используют оригинальные инструменты. Рэпер Horse Head, один из членов группы GothBoiClique так описал использование живых инструментов в эмо-рэпе:
Немного ностальгическое, но в то же время новое... Никто на самом деле не делал такого дерьма. Это похоже на эмо-рэп и мелодичный трэп.
Поклонников этого музыкального жанра иногда называют «sad boys» (с англ. — «Грустные мальчики»). Также эмо-рэпер Lil Peep популяризировал татуировку «cry baby» (с англ. — «Плакса»), после его смерти в 2017 году поклонники эмо-рэпа стали бить такую же татуировку и называть себя плаксами. Juice WRLD часто использовал в своём творчестве цифру 999. Он стал использовать её, так как это инверсия 666, также известного как «число зверя», библейского термина, обозначающего Сатану. Джаред сказал:
999 означает, что нужно взять любую болезнь, любую плохую ситуацию, любую борьбу, с которыми вы боретесь, и превратить это во что-то позитивное, чтобы продвинуться вперёд.

## История

### Конец 1990-х — начало 2010-х
До того, как эмо-рэп закрепился как полноценный жанр, термин применялся критиками к таким рэперам, как Joe Budden, Канье Уэст и Дрейк из-за их лирического эмоционального стиля текста. Американский рэпер Slug, участник группы Atmosphere заявил в 2017 году, что он изобрёл название «эмо-рэп» в статье журнала IR Magazine за 1997 год. Одним из самых первых исполнителей, которые использовали термин «эмо-рэп», чтобы описать свое творчество, был немецкий исполнитель Casper, объединивший в своей музыке хардкор-панк, панк-рок и эмо с хип-хопом. Автор журнала Huffington Post Киа Макаречи назвал американскую группу Hollywood Undead «грубым эмо-рэпом» в статье 2012 года.
Кроме того, между 1990-ми и началом 2010-х годов произошёл ряд значительных пересечений между хип-хоп, эмо и поп-панк сценами. В 2006 году рэпер Канье Уэст сделал ремикс на песню эмо-поп-группы Fall Out Boy «This Ain’t a Scene, It’s an Arms Race». Fearless Records выпустили альбом Punk Goes Crunk в 2008 году, в который вошли эмо и поп-панк-музыканты, исполняющие популярные песни в стиле хип-хоп. Эмо-группа Framing Hanley сделала кавер на песню рэпера Лил Уэйна «Lollipop» в 2008 году, а Лил Уэйн предложил сотрудничество поп-панк-группе Weezer в 2011 году над песней «Can’t Stop Partying». Также в 2012 году известная поп-панк-группа Blink-182 представила совместный трек с рэпером Yelawolf «Pretty Little Girl» на EP «Dogs Eating Dogs».
В 2013 году участник группы Sad Boys шведский рэпер Yung Lean выпустил мини-альбом Ginseng Strip 2002 и очень влиятельный в музыкальной сфере микстейп Unknown Death 2002, после которого многие критики назвали Yung Lean «отцом эмо-рэпа».

### Середина 2010-х — наше время
Жанр начал развиваться с появлением на хип-хоп-сцене таких артистов, как Lil Peep, Lil Uzi Vert и Yung Lean. Этот стиль в интернете стали называть Sad Rap (с англ. — «Грустный-рэп»).
В 2012 году Элмо Кеннеди О’Коннор, тогда известный как Th@ Kid, сменил свое сценическое имя на Bones и завоевал популярность в интернете, перейдя к клауд-рэпу и смешивая разные стили музыки, в том числе эмо, метал и инди. В июне 2013 года XXXTentacion выпустил свой первый сингл «News/Flock». Во время задержания полицией несовершеннолетнего XXXTentacion за хранение огнестрельного оружия, он познакомился с рэпером Ski Mask the Slump God. За проведённое вместе время оба подружились и начали заниматься фристайлом.

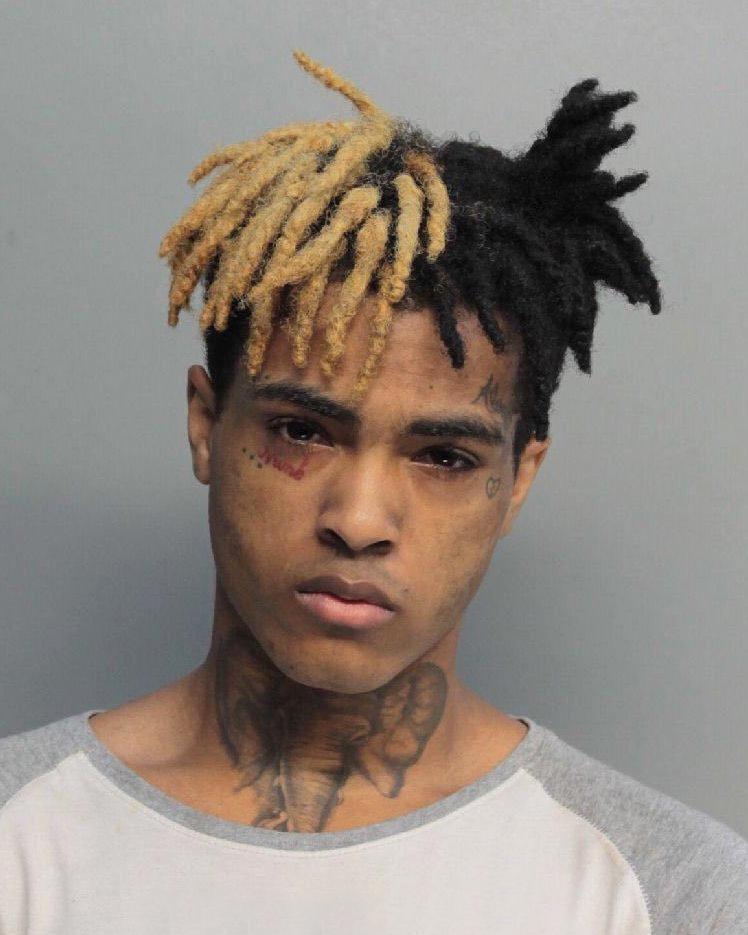
Эмо-рэпер XXXTentacion в 2016 году

В ноябре 2014 года XXXTentacion выпустил первый официальный мини-альбом под названием The Fall. В 2015 году появился совместный со Ski Mask the Slump God микстейп Members Only, Vol. 1, в котором также появились члены только зарождающегося коллектива Members Only. 30 декабря 2015 года на аккаунт сопродюсера песни «Look at Me» Rojas была загружена данная композиция. В 2017 году песня «Look at Me» достигла 34 места в топе Billboard Hot 100 в США и вошла в топ 40 Canadian Hot 100. Большую популярность Онфрою принесли обвинения в сторону канадского рэпера Дрейка в использовании похожего флоу из сингла «Look At Me!» в песне «KMT».
В 2014 и 2015 годах обрели популярность исполнители с похожим звучанием: Lil Peep, Ghostemane и Lil Tracy. В 2015 году Lil Peep выпустил свой первый микстейп Lil Peep; Part One, который собрал 4,000 воспроизведений на SoundCloud за первую неделю. Вскоре после этого он выпустил мини-альбом Feelz и ещё один микстейп Live Forever.
Lil Peep начал набирать популярность после выхода песни «Star Shopping» (позже переизданной в качестве сингла после его смерти). Популярность Lil Peep продолжала расти после выхода песни «Beamer Boy», благодаря чему он впервые выступил вживую в составе группы Schemaposse в марте 2016 года в Тусоне, штат Аризона. Вскоре после ухода из Schemaposse, Peep остался жить в районе Skid Row в Лос-Анджелесе и начал сотрудничать с рэп-коллективом GothBoiClique, пригласив его участников на свой микстейп Crybaby. По словам Lil Peep, Crybaby был записан в течение трёх дней на микрофон за 150 долларов. Он сделал большую часть микса и мастеринга самостоятельно. Crybaby был выпущен в июне 2016 года.

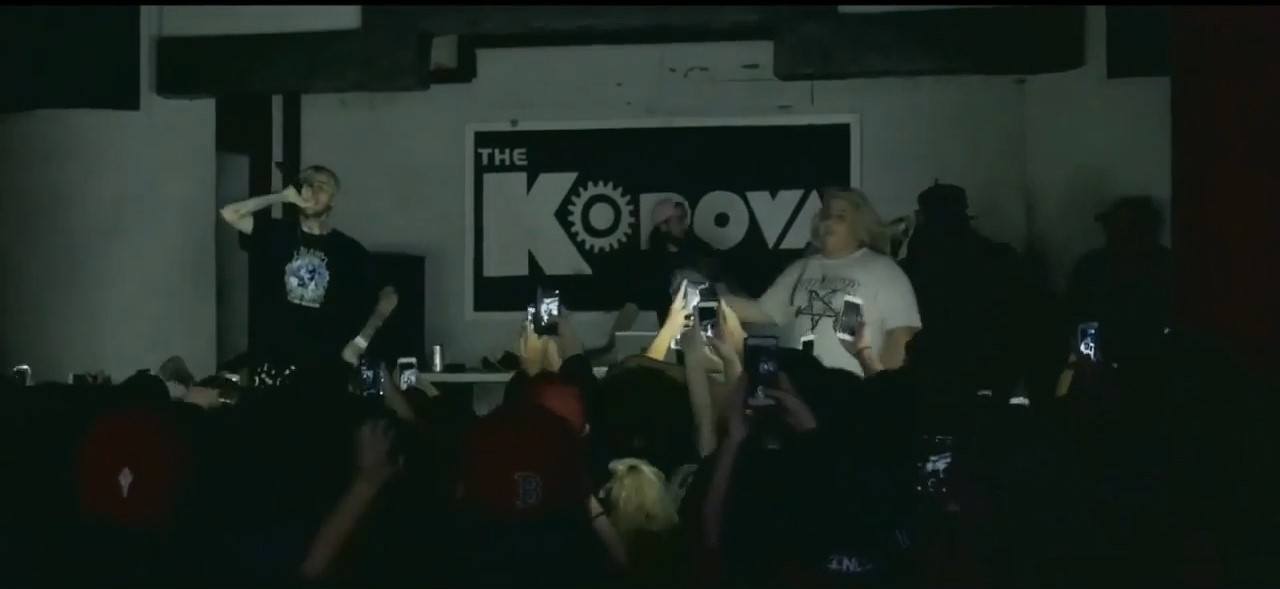
Выступление Lil Peep (слева) вместе с Fat Nick в 2016 году

В сентябре 2016 года Lil Peep выпустил Hellboy. Песни из Hellboy, такие как «Girls» и «OMFG», начали набирать миллионы просмотров и воспроизведений на SoundCloud и YouTube. Успех Hellboy привёл к тому, что Peep отправился в свой первый сольный тур по США, под названием «The Peep Show», начиная с апреля 2017 года и заканчивая маем 2017 года.
Артисты этого направления, как правило, выкладывали свою музыку на сайте SoundCloud, и оказали большое влияние на движение, известное как клауд-рэп. В 2017 году песня Lil Uzi Vert «XO Tour Llif3» становится хитом. Песня, характеризуемая как эмо-рэп из-за её текста, отсылающего к самоубийству и эмоциональным расстройствам, достигла 7-го месте в Billboard Hot 100. В августе 2017 года XXXTentacion выпустил свой дебютный альбом 17 с лид-синглом «Jocelyn Flores», в котором говорится о самоубийстве подруги исполнителя, в тот же день состоялся выход пластинки Luv Is Rage 2 Lil Uzi Vert. В том же году Lil Peep выпускает свой альбом Come Over When You’re Sober, Pt. 1, так же внеся вклад в развитие эмо-рэпа.
В 2017 году начал набирать популярность американский рэпер Juice WRLD. 15 июня того же года он выпустил свой дебютный мини-альбом 9 9 9. В него вошла песня «Lucid Dreams», сам рэпер назвал её «сеансом терапии» в период проблемных отношений. 4 мая 2018 года трек «Lucid Dreams» был официально выпущен в качестве сингла, в тот же день состоялся выход видеоклипа на песню, снятым Коулом Беннеттом. «Lucid Dreams» достигла второго места в чарте Billboard Hot 100 и быстро стала одной из самых прослушиваемых песен 2018 года. 22 мая вышел сингл «Lean wit Me», а на следующий день, 23 мая, был выпущен дебютный студийный альбом Goodbye & Good Riddance. Он получил положительные оценки критиков и дебютировал под номером 15 в чарте Billboard 200.

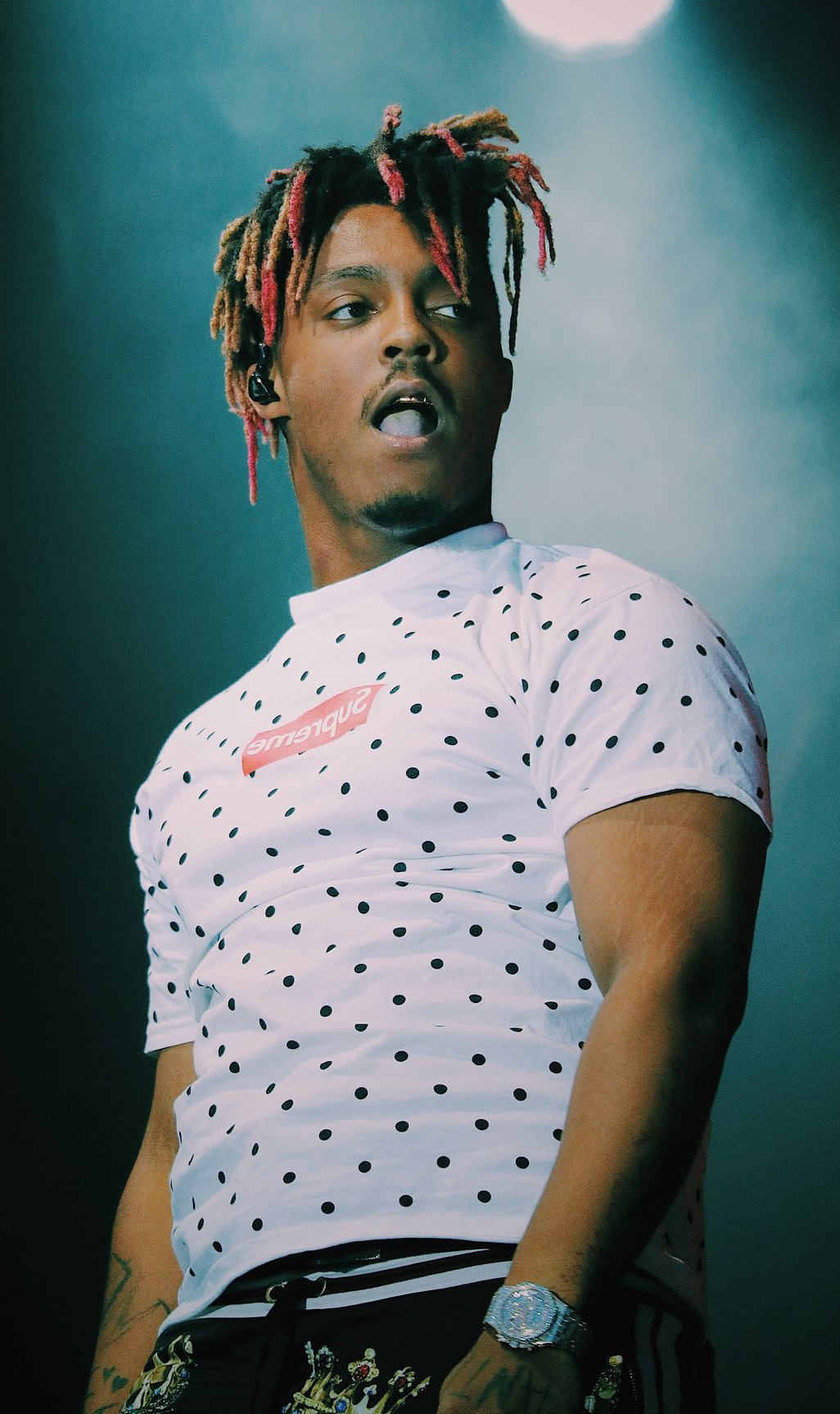
Эмо-рэпер Juice WRLD в 2019

В ноябре 2017 года Lil Peep умер от передозировки фентанила. Вскоре после этого Come Over When You’re Sober, Pt. 1 и сингл «Awful Things» попали в чарты Billboard. В июне 2018 год был убит XXXTentacion, его пластинки 17 и ? попали в чарты Billboard Hot 100, а главный хит «Sad!» занял первое место Billboard 200. В июне 2018 года Juice WRLD выпустил мини-альбом Too Soon.. в память о XXXTentacion и Lil Peep. Вошедший в мини-альбом трек «Legends» дебютировал на 65 строчке чарта Billboard Hot 100. В сентябре того же года была выпущена посмертная совместная работа Lil Peep и XXXTentacion «Falling Down», которая стала платиновой в США. В том же году эмо-рэп стал самым быстрорастущим жанром на Spotify. В декабре 2019 года Juice WRLD, добившийся популярности как формальный лидер эмо-рэпа, умер после приступа, вызванного передозировкой оксикодона и кодеина.
8 февраля 2020 года Powfu совместно с Beabadoobee выпустили свой сингл «Death Bed (Coffee for Your Head)», который занял первое место в чарте US Hot Rock/Alternative Songs. 24 июля того же года рэпер 24kGoldn выпустил песню «Mood», занявшую первое место в чартах, в настоящее время сингл является четырёхкратно платиновым. Forbes описал 2020 год как «год, когда рэп-исполнители правят рок-чартами», в то время как рецензент Spin Эл Шипли описал слияние поп-панка и рэпа как «коммерческую безжалостную силу» 2020 года. В марте 2022 года эмо-рэперша Lil Bo Weep умерла от передозировки лекарственными препаратами, долгое время девушка боролась с депрессией и комплексным посттравматическим стрессовым расстройством после потери ребёнка.

### В России
Некоторые ведущие российские исполнители пытались адаптировать жанр под российскую аудиторию: рэпер Face в начале своего творческого пути в 2016 году выпускал лирические эмоциональные песни «Megan Fox», «Forever Young», «January». Российский рэпер Pharaoh также выпустил несколько композиций и альбомов в жанре «эмо-рэп». Рэпер не выступает в одном жанре, среди эмоциональных композиций Pharaoh можно отметить «Беги от меня», «Одинокая звезда», «Фосфор», «Одним целым» и две части сингла «Unplugged». Одним из представителей российской эмо-рэп сцены был начинающий рэпер TINI LIN, получивший известность после выпуска посмертного сингла «Последний танец». В июне 2020 года в ходе несчастного случая рэпер выпал из окна четырнадцатого этажа и скончался от полученных травм. С 2021 в этом стиле стал популярным исполнитель Кишлак 

## Влияние
Популярность эмо-рэпа привела к тому, что ряд известных музыкантов: Джастин Бибер, Ариана Гранде, Майли Сайрус и другие стали включать его элементы в свою музыку в конце 2010-х — начале 2020-х годов.
Эмо-рэп, наряду с такими жанрами как клауд-рэп, трэп, дабстеп, транс, чиптюн и поп-музыка, оказали влияние на развитие жанра гиперпоп.
Жанр эмо-рэп также вызвал возрождение интереса к поп-панку в мейнстриме. Этот интерес привёл к возрождению поп-панка в начале 2020-х годов. В частности, альбом Machine Gun Kelly Tickets to My Downfall был описан изданием Evening Standard как «преодоление разрыва» между современным поп-панком и эмо-рэп-сценами. За это время ряд эмо-рэперов — Trippie Redd, Lil Tracy, GothBoiClique, Lil Aaron и 24kGoldn — также начали выпускать альбомы и песни в стиле поп-панк.

## Исполнители
К эмо-рэпу себя отнесли:
- 24kGoldn[106]
- Bladee[107]
- Bones[108]
- Iann Dior[109]
- GothBoiClique[110]
- JPEGMafia[111][112]
- Juice WRLD (1998—2019)[113]
- The Kid Laroi[114]
- Lil Bo Weep (2000—2022)[115]
- Lil Peep (1996—2017)[116][117]
- Lil Skies[118]
- Lil Tracy[119]
- Lil Uzi Vert[120]
- Lil Xan[121]
- Lil Yachty[5]
- Machine Gun Kelly[122]
- Night Lovell[111]
- Nothing,Nowhere[123]
- Princess Nokia[124]
- Trippie Redd[125]
- Wifisfuneral[126]
- XXXTentacion (1998—2018)[127]
- Yung Lean[128]